# مزرعه زمیه
مزرعه زمیه یکی از روستاهای استان ایلام است که در دهستان گچی بخش گچی شهرستان ملکشاهی واقع شده‌است.